# Varronia serrata
Varronia serrata là loài thực vật có hoa trong họ Mồ hôi. Loài này được (L.) Borhidi miêu tả khoa học đầu tiên năm 1988.